# Malokoerilskoje
Malokoerilskoje (Russisch: Малокурильское), soms ook Malokoerilsk (Малокурильск) of Malo-Koerilsk (Мало-Курильск) genoemd, is een plaats (selo) aan de noordoostelijke kust van Sjikotan, het grootste eiland van de Kleine Koerilen. Het vormt het bestuurlijk centrum van het eiland, dat onderdeel vormt van het district Joezjno-Koerilski van de Russische oblast Sachalin in de door Japan geclaimde "noordelijke territoria" (zie Koerilenconflict). De plaats heeft een haven aan de Malokoerilskajabaai, waar ze omheen ligt, en is door een weg verbonden met het 8 kilometer zuidwestelijker gelegen Krabozavodskoje, de enige andere plaats op het eiland. Malokoerilskoje telt ongeveer 1300 inwoners.
Ten oosten van Malokoerilskoje ligt de heuvel Sjikotan (405 meter), het hoogste punt van het eiland.
Tot oktober 1933 heette de plaats Syakotan en vervolgens tot 1946 Sikotan (Japans: 色丹村,Shikotan-mura). De plaats vormde toen onderdeel van het district Sikotan. De Russen, die het eiland op 3 september 1945 veroverden tijdens de invasie van de Koerilen (onderdeel van Operatie Augustusstorm), hernoemden de plaats in 1946 naar Malokoerilsk(oje) ("Klein-Koerilsk"). De plaats is gericht op de verwerking van vis. Na de val van de Sovjet-Unie werden de oude Sovjetinstallaties door private bedrijven grotendeels plat gegooid en vervangen door moderne installaties.

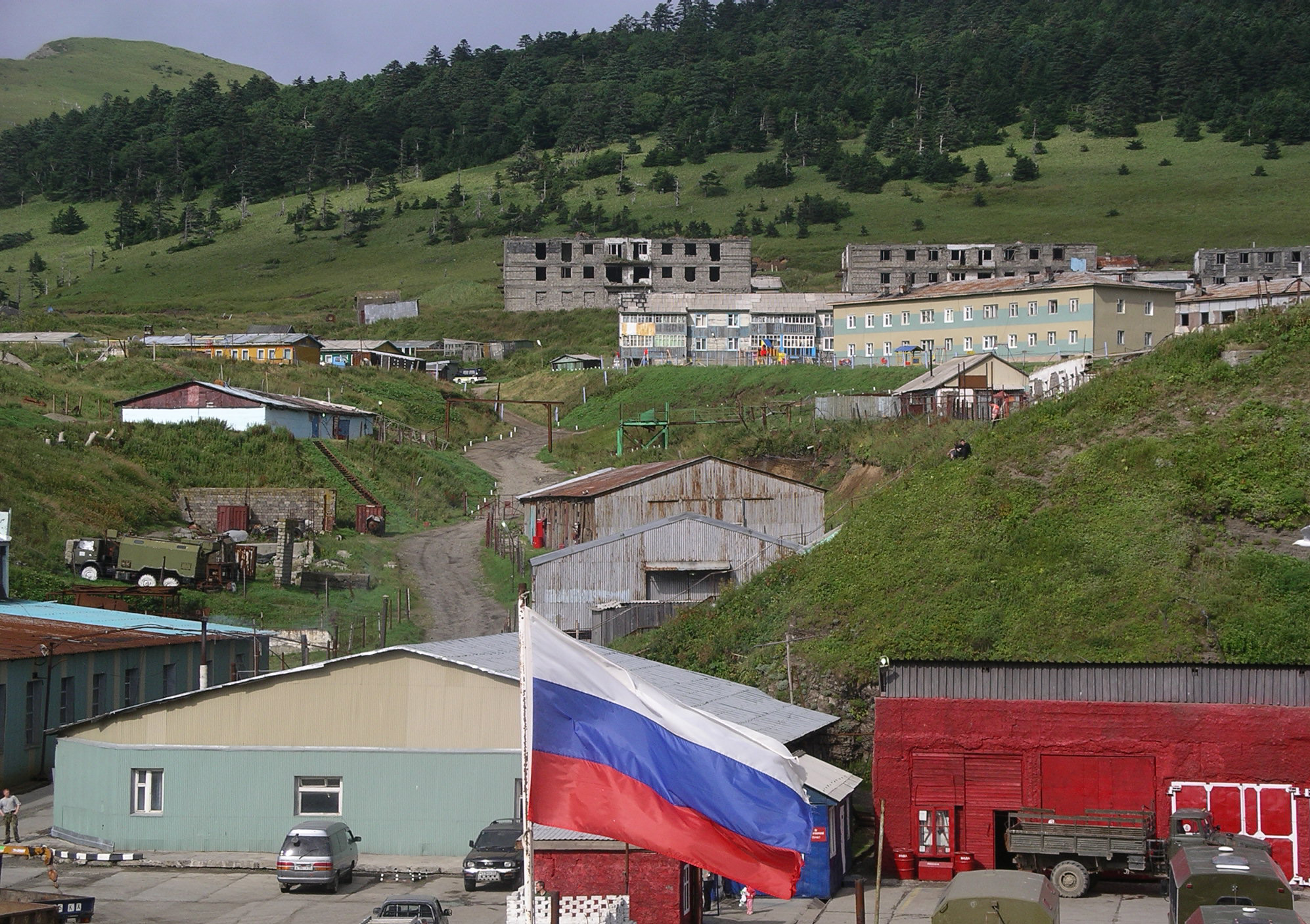
Gezicht op Malokoerilskoje